# Matz Bladhs
Matz Bladhs är ett dansband i Falkenberg, Sverige, bildat 1968 som Jean Thorgny's innan man bytte namn vid nyår 1968–1969 vid en spelning i Laholm. Anledningen till namnbytet var att bandet skulle ge ut sin första skiva inför ett stort orkesterforum i Falkenberg 1969. I mitten av 1970-talet köptes den första orkesterbussen in, och 1999 gjorde bandet sin 5000:e spelning sedan starten och är nu uppe i över 8000 spelningar. . Några av bandets mest berömda låtar är "Ljus och värme", en svenskspråkig cover på "Lys og varme", "Senorita", "Aj aj aj (Jag svävar i det blå)" samt "Vid Silverforsens strand". Länge gick bandets albumserie under namnet Leende dansmusik.
Bandet består av Lars-Olof Karlsson (gitarr, sång), Håkan Norling (gitarr, saxofon, tvärflöjt), Mats Kärrlid (trummor, sång) och Niclas Olén (klaviatur, dragspel och sång).

## Diskografi

### Album
| Titel                                    | Utgivningsår |
| ---------------------------------------- | ------------ |
| Bland blommor och blad                   | 1972         |
| På me' tröja och jeans                   | 1974         |
| Det var så länge se'n                    | 1977         |
| Min högsta önskan                        | 1978         |
| Leende dansmusik 81                      | 1981         |
| Leende dansmusik 82                      | 1982         |
| Leende dansmusik 83                      | 1983         |
| Leende dansmusik 84                      | 1984         |
| Leende dansmusik 85                      | 1985         |
| Leende dansmusik 86                      | 1986         |
| Leende dansmusik 87                      | 1987         |
| Leende dansmusik 88                      | 1988         |
| Leende dansmusik 89                      | 1989         |
| Leende dansmusik 90                      | 1990         |
| Leende dansmusik 91                      | 1991         |
| Leende dansmusik 92                      | 1992         |
| Leende dansmusik 93                      | 1993         |
| Leende dansmusik 94                      | 1994         |
| Leende dansmusik 95                      | 1995         |
| Leende dansmusik 97                      | 1997         |
| Tack för alla åren                       | 1999         |
| Leende dansmusik                         | 2001         |
| 20 gobitar 2005                          | 2004         |
| Gobitar 2006                             | 2006         |
| Ljus och värme - Matz Bladhs bästa låtar | 2008         |
| Upp till dans                            | 2009         |
| Entré                                    | 2009         |
| Leende dansmusik 2012                    | 2012         |
| Leende dansmusik 2013                    | 2013         |
| Hem igen                                 | 2015         |
| Lyckliga stjärna                         | 2016         |
| Här och nu                               | 2018         |

## Singlar
- "Har inte någon sett min brud"/"Se på stjärnor och sånt" - 1968
- "Livet är härligt"/"Du har länge gått och gett mej ögon" - 1969
- "Skeppar Sjöstrands farväl"/"Det är så en dröm blir till" - 1972
- "Blue Suede Shoes"/"I Did What I Did for Maria" - 1972
- "Han sprider glädje"/"Sven Larsson, superidol" - 1972
- "Linnéa"/"Jag vill vara tvålen i ditt badkar" - 1973
- "Det skall vara sånger som är enkla att sjunga"/"Paloma Blanca" - 1975
- "Querida Marie (Querida Marie")/"The Wonder of You" - 1976
- "Bara bara du"/"She's not you" - 1976
- "Minns du än Ann-Marie"/"Lawdy Miss Clawdy" - 1976
- "Oh Julie (Oh Julie)"/"Bara lite kärlek" - 1982
- "Vi möts igen"/"We'll Meet Again/En månskenspromenad" - 1983
- "Så vi möts igen" - 1984
- "Emma" - 1985 (maxisingel)
- "En dörr på glänt"/Emma" - 1985
- "Aj, aj, aj"/"Du tillhör mej" - 1987
- "Se kärlekens ros"/"Där näckrosen blommar" - 1987
- "Håll om mig" (med Lisbet Jagedal)/"Tindra vackra stjärna (Heimat, deine Sterne)" - 1989
- "Spela en sång"/"Tusen bitar2 - 1990
- "Stormande hav"/"Käre sjöman" - 1990
- "Alla stunder"/"Landsvägens cowboy" - 1991
- "Som en liten sagofé"/"En sån underbar natt" - 1991
- "Tror du på kärleken (Wer ohne Tränen geht)" - 1991
- "Kärleken ska segra"/"Violer till mor"/"Blue, Blue Day" - 1992
- "I en gul luftballong"/"Ingen vind, ingen våg"/"Alla har en dröm" - 1993
- "Klockorna ska ringa"/"Solitaire" (instrumental) - 1994
- "Jag ska älska dig"/"Spara lite kärlek till mig (Got a Lot o' Livin' to Do)" - 1994
- "Vid Silverforsens strand"/"Tre små ord" - 1995
- "Vår dotter"/"Fryksdalsdans nr 2" - 1995
- "Jackpot 7"/"Bingolotto" - 1996
- "Den första dagen"/"Där de vita syrenerna blommar" - 1996
- "Som en ros i ett regn"/"Det finns blommor" - 1997
- "Sommar och sol" - 2001

## Melodier påSvensktoppen
- "Aj, aj, aj, jag svävar i det blå" - 1987
- "Senorita" - 1987
- "Lite blyg" - 1988
- "Kärleken ska segra" - 1992
- "I en gul luftballong" - 1993
- "Livets stora gåta" - 1993-1994
- "Klockorna ska ringa" - 1994
- "Jag ska älska dig" - 1994-1995
- "En liten röd bukett" - 1995
- "Vid Silverforsens strand" - 1996
- "Den första dagen" - 1997
- "Som en ros i ett regn" - 1997
- "Varje liten stjärna" - 1998-1999
- "Det faller ett regn" - 1999
- "Över Öresund" - 2000
- "Sommar & sol" - 2001

### Missade svensktoppslistan
- "Har inte någon sett min brud" - 1969
- "En dag i sänder" - 1990 (27 maj)
- "En kärleksaffär" - 1991 (14 april)
- "Jag vet vad kärlek är" - 1999 (25 september, omtest 2 oktober)